# École Militaire (stacja metra)
École Militaire – stacja linii nr 8 metra  w Paryżu. Stacja znajduje się w 7. dzielnicy Paryża.  Została otwarta 13 lipca 1913 r.